# Джиханджирі
Джиханджирі (груз. ჯიხანჯირი) — село в Грузії.
За даними перепису населення 2014 року в селі проживає 365 осіб.